# Елдер Розаріу
Елдер Мігел ду Розаріу (порт. Hélder Miguel do Rosário, нар. 9 березня 1980, Лісабон) — португальський футболіст, що грав на позиції центрального захисника.

## Ігрова кар'єра
Визованець клубної структури «Спортінга» з рідного Лісабона. В сезоні 1998/99 потрапив до заявки головної команди клубу, утім в офіційних іграх за неї не дебютував.
Натомість перший досвід дорослого футболу здобував у нижчолігових командах «Лоурінаненсе» та «Мая», після чого по сезону відіграв за «Фаренсе» та «Белененсеш», у жодному з них основним гравцем не ставши.
Регулярну ігрову практику на рівні португальської Прімейри отримав лише у своєму наступному клубі, «Боавішті», кольори якої захищав у 2004–2007 роках.
2007 року перейшов до іспанської «Малаги», де став одним з основних центральних захисників і в першому ж сезоні допоміг команді підвищитися в класі до Ла-Ліги. По ходу сезону 2008/09 регулярно грав на рівні найвищого іспанського дивізіону, після чого програв конкуренцію за місце в основному складі і протягом наступних трьох сезонів з'являвся на полі украй рідко через травми та проблеми із зайвою вагою. 
2012 року, залишивши «Малагу», уклав контракт з друголіговим клубом «Понферрадіна», за команду якого в офіційних іграх так і не дебютував, зокрема через проблеми із здоров'ям і ігровою формою, а наступного року оголосив про завершення кар'єри.